# Université d'éducation de Hyōgo
L'Université d'éducation de Hyōgo (兵庫教育大学, Hyōgo Kyōiku Daigaku, couramment abrégée en HyōKyōdai, 兵教大) est une université nationale japonaise, située à Katō dans la préfecture de Hyōgo.

## Composantes
L'université est structurée en faculté de 1er cycle (学部, gakubu), qui a la charge des étudiants de 1er cycle universitaire, et en faculté de cycles supérieurs (研究科, kenkyūka), qui a la charge des étudiants de 2e et 3e cycle universitaire.

### Facultés de1ercycle
L'université compte une faculté de 1er cycle (学部, gakubu).
- Faculté d'éducation

### Facultés de cycles supérieur
L'université compte une faculté de cycles supérieurs (研究科, kenkyūka).
- Faculté d'éducation